# 拉斯韦尔拉纳斯
拉斯韦尔拉纳斯，是西班牙卡斯蒂利亚-莱昂阿维拉省的一个市镇。 总面积17km2, 总人口380人（2001年），人口密度22人/km2。